# Arantia simplicinervis
Arantia simplicinervis är en insektsart som beskrevs av Karsch 1889. Arantia simplicinervis ingår i släktet Arantia och familjen vårtbitare. Inga underarter finns listade i Catalogue of Life.